# Eduardo Antônio Machado Teixeira
Eduardo Antônio Machado Teixeira, meglio conosciuto come Eduardo (Fortaleza, 7 giugno 1993), è un calciatore brasiliano, centrocampista svincolato.

## Palmarès

### Club

#### Competizioni statali
- Campionato Cearense: 1

Ceará: 2014

#### Competizioni nazionali
- Coppa del Portogallo: 1

Braga: 2020-2021